# Qieqiong
Qieqiong (kinesiska: 切琼, 切琼乡) är en socken i Kina. Den ligger i den autonoma regionen Tibet, i den sydvästra delen av landet, omkring 310 kilometer väster om regionhuvudstaden Lhasa. Antalet invånare är 620. Befolkningen består av 319 kvinnor och 301 män. Barn under 15 år utgör 36 %, vuxna 15-64 år 60 %, och äldre över 65 år 2,0 %.
Genomsnittlig årsnederbörd är 643 millimeter. Den regnigaste månaden är juli, med i genomsnitt 213 mm nederbörd, och den torraste är november, med 7 mm nederbörd.